# Богичевич, Анта
Анта Богичевич (полное имя Антоний, около 1758 в Клупцах близ Лозницы — 1813) — сербский воевода во время Первого сербского восстания. Песни о его героических подвигах воспел знаменитый гусляр Филип Вишнич в песне «Битва при Лознице». Сегодня одна из начальных школ Лозницы носит его имя.

## Первое сербское восстание
Антоний Богичевич, хотя и родился в Сербии, его предки были выходцами из Боснии. Во время Первого сербского восстания он присоединился к повстанцам и работал над организацией правительства и снабжением армии. В 1807 году он был назначен герцогом Джадара, защищая этот неспокойный район от турецких вторжений из Боснии и Герцеговины. Он сражался с турками в Крупани, Рожае, Рачево Поле и чаще всего в Лознице, где произошло несколько кровопролитных сражений с боснийско-турецкой армией. В одном из таких боев он был ранен.
Наиболее значительным было сражение за Лозницу, состоявшееся 5 и 6 октября 1810 года. по старому стилю. При Али-паше Видаиче 30 000 турок спустились по Дрине на речных судах под названием чайка к полю Тичар возле Лозницы. Укрепленную городскую стену защищали 1200 сербов во главе с герцогом Лозницким Антонием «Анта» Богичевичем. Осада длилась двенадцать дней. Посчитав, что он не может противостоять турецким атакам, герцог Анта обратился за помощью к Луке Лазаревичу. Согласно отчету об осаде Лозницы и после того, как Карагеоргий вытеснил Хуршид-пашу от Моравы, он поспешил на помощь почти со всем войском из Шумадии и 200 казаками.
Кажется, Карагеоргий рассчитывал, что самое решающее сражение 1810 года в конечном итоге произойдет именно здесь. Важность Карагеоргия, придаваемого битве, также подтверждается письмом, отправленным Петару Добрняцу с просьбой о подкреплении:
«Не медлите ни минуты. Каждая минута того стоит, мне очень важно, если армия прибудет на Дрину минутой раньше».
Лука Лазаревич и Яков Ненадович пришли на помощь с армией округов Шабац и Валево. Решающее сражение началось утром 6 октября 1810 года. Позже Карагеоргий сообщил об этом Милошу Обреновичу:
«И турки, и мы вышли в поле, и завязался кровавый бой с пылающими пушками и ружьями, что через восемь часов не было большего, чем этот бой».
Эта победа сербской армии является одной из самых значительных в Первом сербском восстании. Когда герцог Анта Богичевич умер в 1813 году, герцогом был назначен его сын Богосав Богичевич. Он был похоронен в Лознице на рве, но турки вынесли его тело, отрезали ему голову и бросили тело в реку Штиру. Однако позже патриоты тайно извлекли его кости и похоронили рядом с церковью в Лознице. Его дочь Томания Богичевич вышла замуж за Ефрема Обреновича, а его сын Милош был убит Томой Вучичем Перишичем, когда он подавил катанское восстание в 1844 году. Внук Томании и Ефрема Обреновичей стал первым королем современной Сербии, Миланом I Обреновичем.

## Наследие
Его именем названа государственная школа в Сербии.